# Tessellana tessellata
Tessellana tessellata (Charpentier, 1825) è un insetto ortottero della famiglia Tettigoniidae.